# A21高速公路 (葡萄牙)
A21高速公路（葡萄牙語：A21），是葡萄牙西部的一條高速公路，西起埃里塞拉，經馬夫拉，至文達-杜皮涅羅，全長20.7公里。
全線四線行車，設有四處交流道。2005年起分段通車，2008年全線完工。